# Lumacra kuenckeli
Lumacra kuenckeli is een vlinder uit de familie van de zakjesdragers (Psychidae). De wetenschappelijke naam van de soort is voor het eerst geldig gepubliceerd in 1901 door Franciscus J.M. Heylaerts.
De soort is genoemd naar Jules Künckel d'Herculais, de Franse entomoloog die ze verzamelde in de Argentijnse provincie Santa Fe. 